# Történelmi Szemle
A Történelmi Szemle a Magyar Tudományos Akadémia Történettudományi Intézetének 1958-óta megjelenő értesítője. Elődje, a Történeti Szemle 1912–1922 Angyal Dávid, 1926–1930 között Áldásy Antal szerkesztésében jelent meg hasonló tematikával. 1950–1955 között a Történettudományi Intézetének értesítőjeként, kéziratként jelent meg.

## Története
A Történeti Szemle a Magyar Tudományos Akadémia megbízásából 1912–1922 között Angyal Dávid szerkesztésében tizenegy évfolyam, 1926–1930 között Áldásy Antal gondozásában négy évfolyama jelent meg Budapesten, a Franklin Társulat nyomatában. 1950–1955 között hat évfolyama Történettudományi értesítő néven a Történettudományi Intézet értesítőjeként, kéziratként jelent meg. 1958-tól az MTA Történettudományi Intézet gondozásában jelenik meg negyedévente (esetenként összevont számmal). Elsősorban az újkori és modern történelemmel, illetve középkori tematikájú írásokat tartalmaz magyar és külföldi szerzőktől. A folyóiratnak két repertóriuma is megjelent 1988-ban és 2001-ben.

### Internet
- Történelmi Szemle 1912-2010. Arcanum. (Hozzáférés: 2019. március 2.)

## Külső hivatkozások
- A Történelmi Szemle archívuma a Történettudományi Intézet weboldalán
- A Történelmi Szemle kötetei a REAL-J-ben